# Los Baraja
Los Baraja fue una banda de punk rock, fundada en la ciudad argentina de La Plata en 1981 y disuelta en 1984.[cita requerida] Aunque no editaron ningún disco de larga duración, se les considera como una de las primeras agrupaciones pioneras del movimiento punk en Argentina.

## Historia
La banda estuvo formada por el periodista Marcelo Montolivo en guitarra, Marcelo Pocavida en la voz, Diego «Basura» Valiza en batería y Alejandro Rico en el bajo. Su estilo estuvo fuertemente influenciado por Sex Pistols, Dead Boys y The Damned.[cita requerida]
En 1988, estando la banda disuelta, varias de sus canciones se editaron en el compilado Invasión 88, álbum que fue el debut discográfico de varias otras bandas punk como Attaque 77, Flema y Comando Suicida. Las canciones de Los Baraja que conforman ese material son «Juntando tropas», «Operación ser humano», «Estamos juntos», «Punks» y «Dueños del mundo de hoy».
Tras separarse, Pocavida integró diversas bandas «underground» tales como Muerte Civil, Anti Nasty, Cadáveres de Niños y Star Losers.[cita requerida]
Por su parte, Montolivo, formó la banda llamada Vudú e integró a partir de 1985 Celeste y La Generación, junto a Celeste Carballo. Se dedicó al periodismo musical en la revista Esculpiendo Milagros y como columnista en el programa radial "Tribulaciones", de FM La Tribu. En 1994 formó parte de Los Visitantes, con quienes grabó el álbum En caliente y temas publicados en compilados.[cita requerida]En 2001 el mismo Montolivo integró Medusa, con quienes editó en 2004 A Dos Pasos Del Cielo. Posteriormente, Montolivo sería hallado culpable de abuso sexual de su hijastra y fue condenado en 2014 a ocho años de prisión, aunque se daría a la fuga e Interpol pediría su captura a nivel internacional. Estuvo prófugo de la justicia de la justicia oculto en España y en 2024 fue capturado cuando lo descubrieron en Puertollano.

## Miembros
- Marcelo Pocavida en la voz
- Marcelo Montolivo en guitarra
- Diego «Basura» Valiza en batería
- Alejandro Rico en el bajo